# Ramienica zwyczajna
Ramienica zwyczajna (Chara rudis) – gatunek ramienicy.

## Morfologia
Pokrój
Stosunkowo duży makroglon (zwykle do 50–80 cm długości) o słabo rozgałęzionej plesze. Gruba (1-2 mm średnicy), owalna w przekroju, ze względu na kształt okorowania wyglądająca na skręconą nibyłodyga z długimi (do 10 cm) międzywęźlami. Plecha od szarozielonej do ciemnozielonej, zwykle silnie inkrustowana węglanem wapnia, przez co sztywna i bardzo krucha. Roślina jednopienna. 
Okorowanie
Dwurzędowe.  Helikalnie owijające się wokół nibyłodygi. Rzędy główne znacznie słabiej wykształcone niż boczne, przez co stanowią widoczne gołym okiem bruzdy, z których wyrastają kolce.
Nibyliście
Długie (do 7 cm), cienkie (0,5 mm średnicy). Rzadko dłuższe od międzywęźli. Zagięte na zewnątrz. 7–11 (najczęściej 8) w okółku. 4–6 członów, z czego ostatni nieokorowany, zbudowany z jednej lub dwóch komórek i zwykle bardzo wyraźny (czasem grubszy od członów okorowanych) i zaostrzony. 
Nibylistki
Wewnętrzne przeważnie krótsze od lęgni, tępo zakończone, podczas gdy na zewnątrz słabiej wykształcone (brodawkowate). Zwykle po 3.
Kolce
Wyrastające pojedynczo lub po 2–3 z bruzd okorowania. O zmiennej długości – wałeczkowate, a czasem prawie igiełkowate. W dolnych międzywęźlach słabiej wykształcone i rzadziej rozmieszczone.
Przylistki
W dwurzędowych okółkach, mało zróżnicowane (w górnym okółku zwykle nieco większe niż w dolnym). Zwykle wałeczkowate, rzadko brodawkowate. Kształtem i długością przypominają kolce i mimo że bardziej od nich spiczaste, to nie są igiełkowate.
Plemnie
Pojedyncze. W 3–4 węzłach nibyliści. Pomarańczowe, ponaddwukrotnie mniejsze od lęgni (0,4 mm średnicy), ale i tak widoczne gołym okiem.
Lęgnie
Pojedyncze lub w parach. W 3–4 węzłach nibyliści. Żółtozielone. Do 1,2 mm długości. Koronka duża (0,2 mm wysokości i 0,3 mm szerokości), lekko rozchylona, o gładkich krawędziach. Oospory ciemnobrązowe do czarnych.
Zmienność
W wodach płytkich zwykle mniejsze formy (do 20 cm), o krótkich międzywęźlach i nibyliściach, których grubość wówczas niemal dorównuje nibyłodydze. Kolor plechy takich form zwykle zielonopomarańczowy.  
Podobne gatunki
Ramienica szczecinowata, za której podgatunek lub odmianę była początkowo uważana, ramienica pospolita, ramienica kolczasta

## Biologia
Roślina wieloletnia, wiosną nowe nibyłodygi wyrastają ze starych. Oospory mogą zimować na roślinach i pozostawać na nich w kolejnym sezonie wegetacyjnym, podczas gdy nowe powstają od maja do sierpnia i dojrzewają od lipca.

## Ekologia
Gatunek słodkowodny, choć spotykany też w wodach słonawych. Występuje głównie w jeziorach mezotroficznych i słabo eutroficznych, zwłaszcza o dużej zawartości wapnia. Także w mniejszych zbiornikach, jak i w rowach oraz ciekach wolno płynących. Zwykle w wodach płytkich litoralu (zwykle do 2 m głębokości, choć sięga 9 m), preferując podłoże muliste. Często tworzy zespół roślinny Charetum rudis w postaci zwartej, rozległej łąki ramienicowej. Ma to miejsce głównie w alkalicznych jeziorach dużych i głębokich, na podłożu mineralnym lub zamulonym, ewentualnie organicznym, ale zmineralizowanym. 
Występowanie
Występuje w środkowej i północnej części Europy. W Polsce dość rzadka, ale spotykana w całym kraju, przy czym zwarte zbiorowiska zwykle znajdują się w strefie pojezierzy.

## Zagrożenia i ochrona
Według Czerwonej listy roślin i grzybów Polski jest gatunkiem narażonym. Podlega w Polsce ochronie gatunkowej od 2014 r. Obecność jej zbiorowiska w zbiorniku jest podstawą do objęcia go ochroną jako siedlisko przyrodnicze 3140 (twardowodne oligo– i mezotroficzne zbiorniki z podwodnymi łąkami ramienic Charetea) w systemie Natura 2000.